# Diapensia lapponica

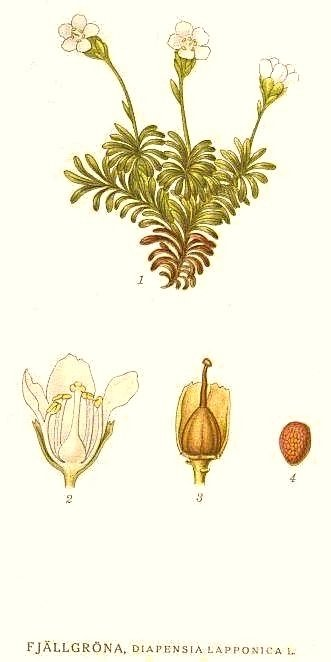
Ilustración

Diapensia lapponica es una especie  perteneciente a la familia Diapensiaceae.

## Descripción
Arbusto pequeño de 2-6 cm, de hoja perenne, forma pulvínulos, de hojas acucharadas coriáceas en densas rosetas. Flores blancas, solitarias en cabillos cortos, con brácteas y bractéolas. Cáliz profundamente pentalobulado, coriáceo; 5 pétalos, ovados y extendidos; estambres con amplios filamentos aplanados. Cápsula ovoide. Florece en primavera.

## Distribución y hábitat
En Gran Bretaña, Islandia, Groenlandia, Noruega, Suecia, Finlandia y Rusia. Habita en hendeduras en rocas y pastos de montaña pedregosos.

## Taxonomía
Diapensia lapponica fue descrita por Carlos Linneo  y publicado en Species Plantarum 1: 141. 1753.
Sinonimia
- Diapensia obtusifolia Salisb.	[3]